# Alfa Crucidy
Alfa Crucidy (ACR) – coroczny rój meteorów aktywny od 6 do 28 stycznia. Jego radiant znajduje się w gwiazdozbiorze Krzyża Południa. Maksimum roju przypada na 19 stycznia, jego aktywność jest określana jako niska, a obfitość roju wynosi 3 meteory/h. Prędkość w atmosferze meteorów tego roju to 50 km/s.
Alfa Crucidy są niewidoczne z terytorium Polski.